# نولان منتفخ
نولان منتفخ (الاسم العلمي:Nolana inflata) هو نوع نباتي يتبع جنس النولان من فصيلة الباذنجانية.